# 戈尔贝
戈尔贝（法語：Golbey，法語發音：[ɡɔlbɛ] ⓘ），法国东北部城市，大东部大区孚日省的一个市镇，隶属于埃皮纳勒区，其市镇面积为9.49平方公里，2022年1月1日时人口数量为8,827人，在法国城市中排名第1,175位。
戈尔贝位于孚日省中部，省会埃皮纳勒市区北侧，摩泽尔河左岸，是埃皮纳勒城市圈公共社区的办公驻地，也是埃皮纳勒的一个近郊卫星城。

## 地名来源
“Golbey”一名最初以“Golbeium”的形式被记载。根据当地官方网站的论述，该名称出自“Goulle-Belle”，意为“美丽的水塘”，可能与当地的自然景观有关。

## 历史

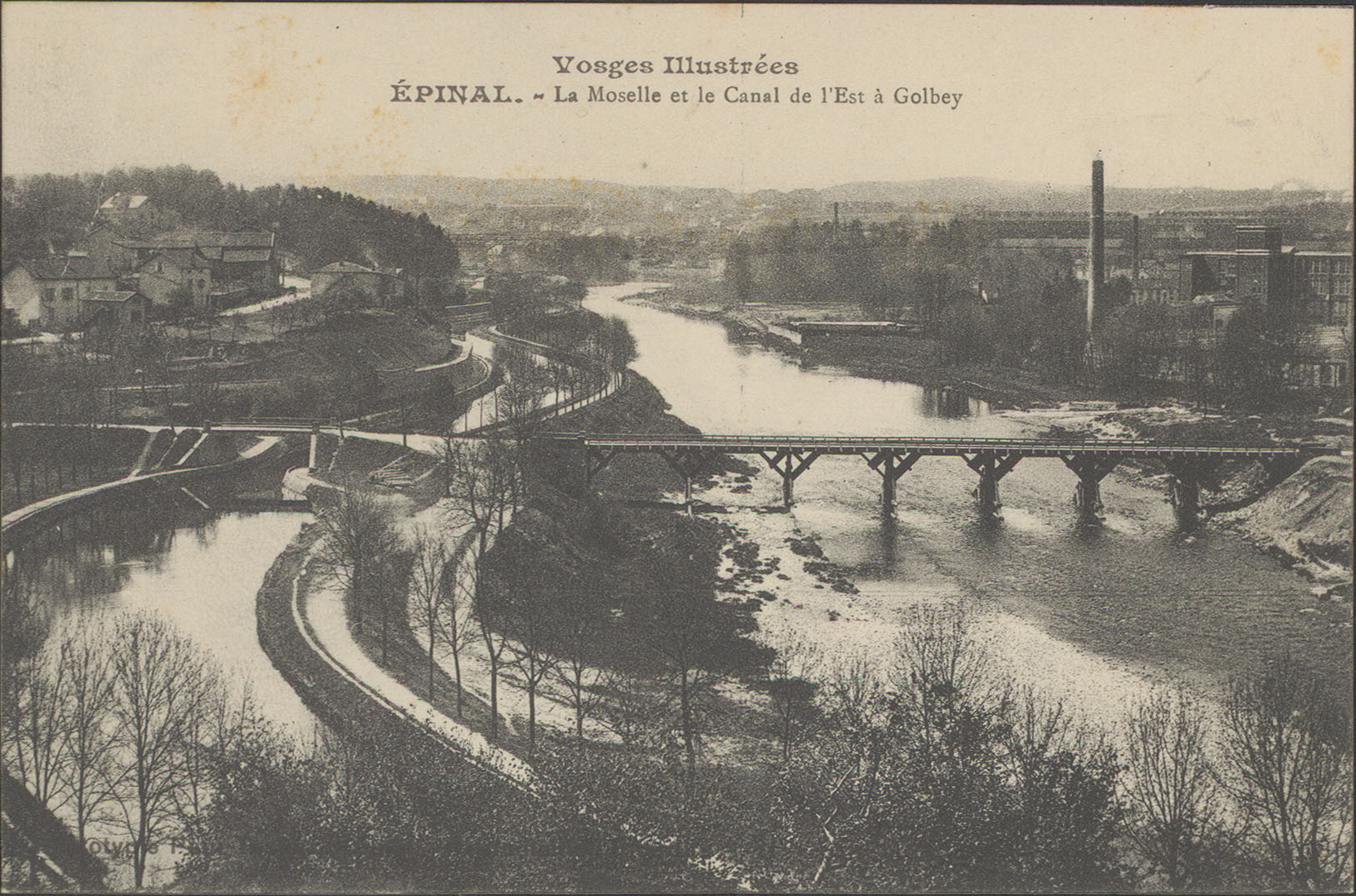
20世纪初的戈尔贝

戈尔贝的早期历史尚不清楚，中世纪时，戈尔贝长期为埃皮纳勒附近的一处普通村落，当地曾出现狩猎活动。法国大革命后，戈尔贝成为孚日省的一个市镇。普法战争后，戈尔贝境内的一处高地上兴建了炮台。20世纪初，随着铁路和运河的建成，戈尔贝成为埃皮纳勒附近的一处近郊卫星城，当地人口数量有所增加，并出现了多处工厂，其中纺织业是当地的主要经济支柱。20世纪60年代，戈尔贝境内兴建了多处高层集中式居民楼。21世纪初，戈尔贝境内的传统工厂被现代工业园区代替。

## 地理

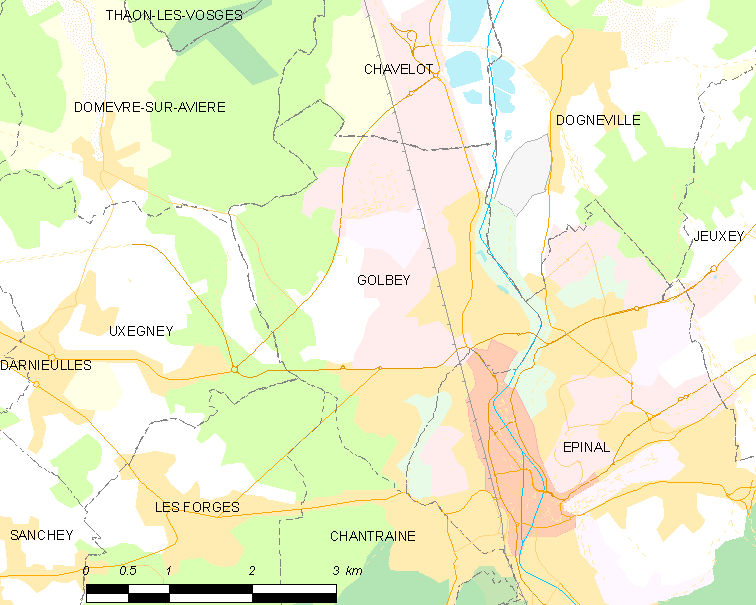
戈尔贝市镇范围地图

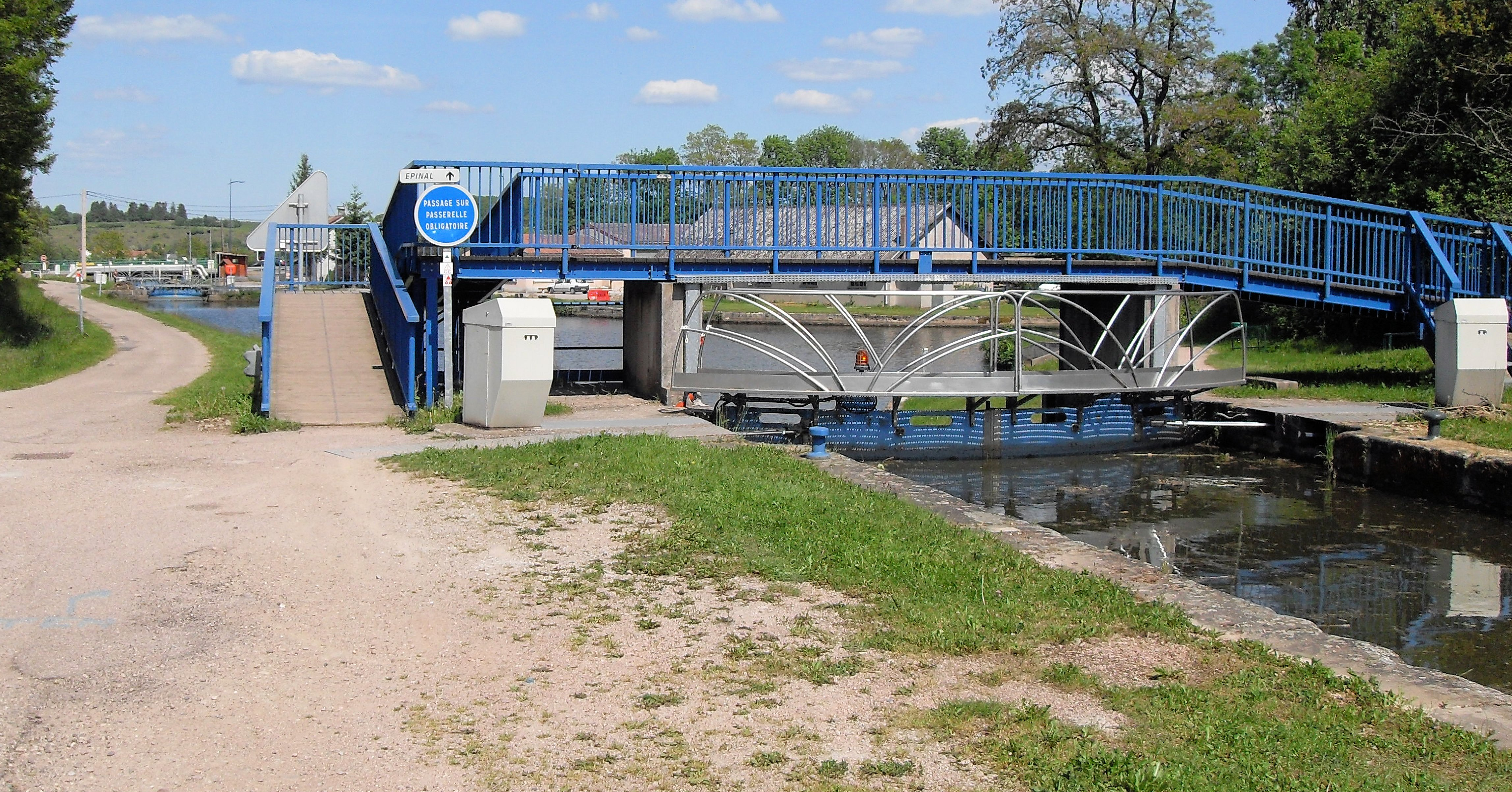
东部运河的一处水闸

戈尔贝位于法国东北部，大东部大区东部和孚日省中部，距离省会埃皮纳勒大约3公里。与戈尔贝接壤的市镇包括：埃皮纳勒、于克瑟涅、尚特赖讷、沙沃洛、多涅维尔、阿维耶尔河畔多梅夫尔、莱福日。

### 地形
戈尔贝位于孚日山西侧延伸地带腹地，境内以平原和浅丘为主，市镇中心地势较为平坦，全境海拔在313到386米之间。

### 水文
戈尔贝位于莱茵河流域范围内，摩泽尔河干流自南向北流经市镇东界，其左岸支流格朗吕河（Le Grandrupt）在此与其交汇，人工开凿的东部运河则从市镇范围西北部经过。

### 植被
戈尔贝属于温带阔叶混交林区，林地广泛分布于市镇范围西部和河流附近。
在鲜花城市的评比中，戈尔贝被评为1星级鲜花城市。

### 气候
戈尔贝在柯本气候分类法中属于带有大陆性特征的温带海洋性气候。
距离戈尔贝最近的常年气象站位于埃皮纳勒境内，以下为该站的气象记录：
| 埃皮纳勒 1981年－2010年 | 埃皮纳勒 1981年－2010年 | 埃皮纳勒 1981年－2010年 | 埃皮纳勒 1981年－2010年 | 埃皮纳勒 1981年－2010年 | 埃皮纳勒 1981年－2010年 | 埃皮纳勒 1981年－2010年 | 埃皮纳勒 1981年－2010年 | 埃皮纳勒 1981年－2010年 | 埃皮纳勒 1981年－2010年 | 埃皮纳勒 1981年－2010年 | 埃皮纳勒 1981年－2010年 | 埃皮纳勒 1981年－2010年 | 埃皮纳勒 1981年－2010年 |
| 月份                    | 1月                     | 2月                     | 3月                     | 4月                     | 5月                     | 6月                     | 7月                     | 8月                     | 9月                     | 10月                    | 11月                    | 12月                    | 全年                    |
| ----------------------- | ----------------------- | ----------------------- | ----------------------- | ----------------------- | ----------------------- | ----------------------- | ----------------------- | ----------------------- | ----------------------- | ----------------------- | ----------------------- | ----------------------- | ----------------------- |
| 历史最高温 °C（°F）     | 14.2 (57.6)             | 18.9 (66.0)             | 23.3 (73.9)             | 27.1 (80.8)             | 31 (88)                 | 34.1 (93.4)             | 34.4 (93.9)             | 37.2 (99.0)             | 29.7 (85.5)             | 26.5 (79.7)             | 19 (66)                 | 17.8 (64.0)             | 37.2 (99.0)             |
| 平均高温 °C（°F）       | 4.4 (39.9)              | 6.4 (43.5)              | 10.3 (50.5)             | 14.9 (58.8)             | 19.0 (66.2)             | 22.5 (72.5)             | 24.1 (75.4)             | 23.9 (75.0)             | 20.1 (68.2)             | 15.6 (60.1)             | 8.8 (47.8)              | 4.9 (40.8)              | 14.6 (58.2)             |
| 日均气温 °C（°F）       | 1.4 (34.5)              | 2.6 (36.7)              | 5.7 (42.3)              | 9.2 (48.6)              | 13.2 (55.8)             | 16.9 (62.4)             | 18.5 (65.3)             | 18.2 (64.8)             | 14.6 (58.3)             | 11.0 (51.8)             | 5.5 (41.9)              | 2.0 (35.6)              | 9.9 (49.8)              |
| 平均低温 °C（°F）       | −1.4 (29.5)             | −1.1 (30.0)             | 1.1 (34.0)              | 3.6 (38.5)              | 7.5 (45.5)              | 11.3 (52.3)             | 12.8 (55.0)             | 12.5 (54.5)             | 9.1 (48.4)              | 6.6 (43.9)              | 2.3 (36.1)              | −0.6 (30.9)             | 5.3 (41.6)              |
| 历史最低温 °C（°F）     | −18.6 (−1.5)            | −16.8 (1.8)             | −17.8 (0.0)             | −6.4 (20.5)             | −1.6 (29.1)             | 0.9 (33.6)              | 5 (41)                  | 4.4 (39.9)              | −0.6 (30.9)             | −5.5 (22.1)             | −11.8 (10.8)            | −18.2 (−0.8)            | −18.6 (−1.5)            |
| 平均降水量 mm（）       | 47.4 (1.87)             | 51.1 (2.01)             | 59.5 (2.34)             | 54.3 (2.14)             | 65.4 (2.57)             | 48 (1.9)                | 59.7 (2.35)             | 47.9 (1.89)             | 66.5 (2.62)             | 66.3 (2.61)             | 57.2 (2.25)             | 68.6 (2.70)             | 691.9 (27.25)           |
| 月均日照時數            | 84.6                    | 77.8                    | 121.4                   | 167.7                   | 179.8                   | 238.7                   | 238.2                   | 216.4                   | 159.7                   | 112.9                   | 49                      | 53.6                    | 1,699.8                 |
| 来源：infoclimat.fr     |                         |                         |                         |                         |                         |                         |                         |                         |                         |                         |                         |                         |                         |

## 行政区划
戈尔贝的市镇编号为88209，邮政编号为88190。
在行政管理方面，戈尔贝隶属于法国大东部大区孚日省埃皮纳勒区；在地方选举方面，戈尔贝是戈尔贝县的中央投票站所在地，其市镇范围全境被划入孚日省第一选区；在社会管理方面，戈尔贝是埃皮纳勒城市圈公共社区的办公驻地。
戈尔贝的勒格拉高地（Le Haut du Gras）为城市政策优先街区。
法国国家统计与经济研究所（简称）在进行数据统计时，将戈尔贝及相邻的另外11个市镇设为埃皮纳勒城市核心区，并将包括核心区在内的周边共72个市镇划为埃皮纳勒城市区。自2020年起，埃皮纳勒城市区被包含118个市镇的埃皮纳勒城市辐射区代替。此外，还将戈尔贝市镇分为了5个“块区”（IRIS），以便于统计人口分布情况。

## 交通

### 公路
孚日省省道D46线、D157线、D166线、D460线在戈尔贝境内交汇。
| 9 | 52 |

| 埃皮纳勒 | 3 |

| 塔翁莱孚日 | 7 |

| 布吕耶尔 | 28 |

2019年，75.9%的戈尔贝家庭拥有至少一辆私人汽车。2019年，戈尔贝境内共发生各类交通事故3起，造成3人受伤，其中2人重伤。

### 铁路
戈尔贝位于布兰维尔-达姆勒维耶尔－吕尔铁路上。距离戈尔贝最近的客运铁路车站为埃皮纳勒站，该站距离戈尔贝市区大约2.6公里，停靠往返于巴黎和勒米尔蒙之间的高速列车以及往返于南锡和勒米尔蒙一线的区域列车。

### 航空
距离戈尔贝最近的民用航空站为洛林机场，距离戈尔贝市中心的公路里程约115公里。

### 城市公共交通
戈尔贝是埃皮纳勒城市公共交通（商业名称为）的服务范围，后者是埃皮纳勒城市圈公共社区的城市公共交通系统。截至2022年9月，该系统共包括8条常规公交线路，其中公交1路、5路和6路经过戈尔贝市区。

## 政治

### 市政内阁

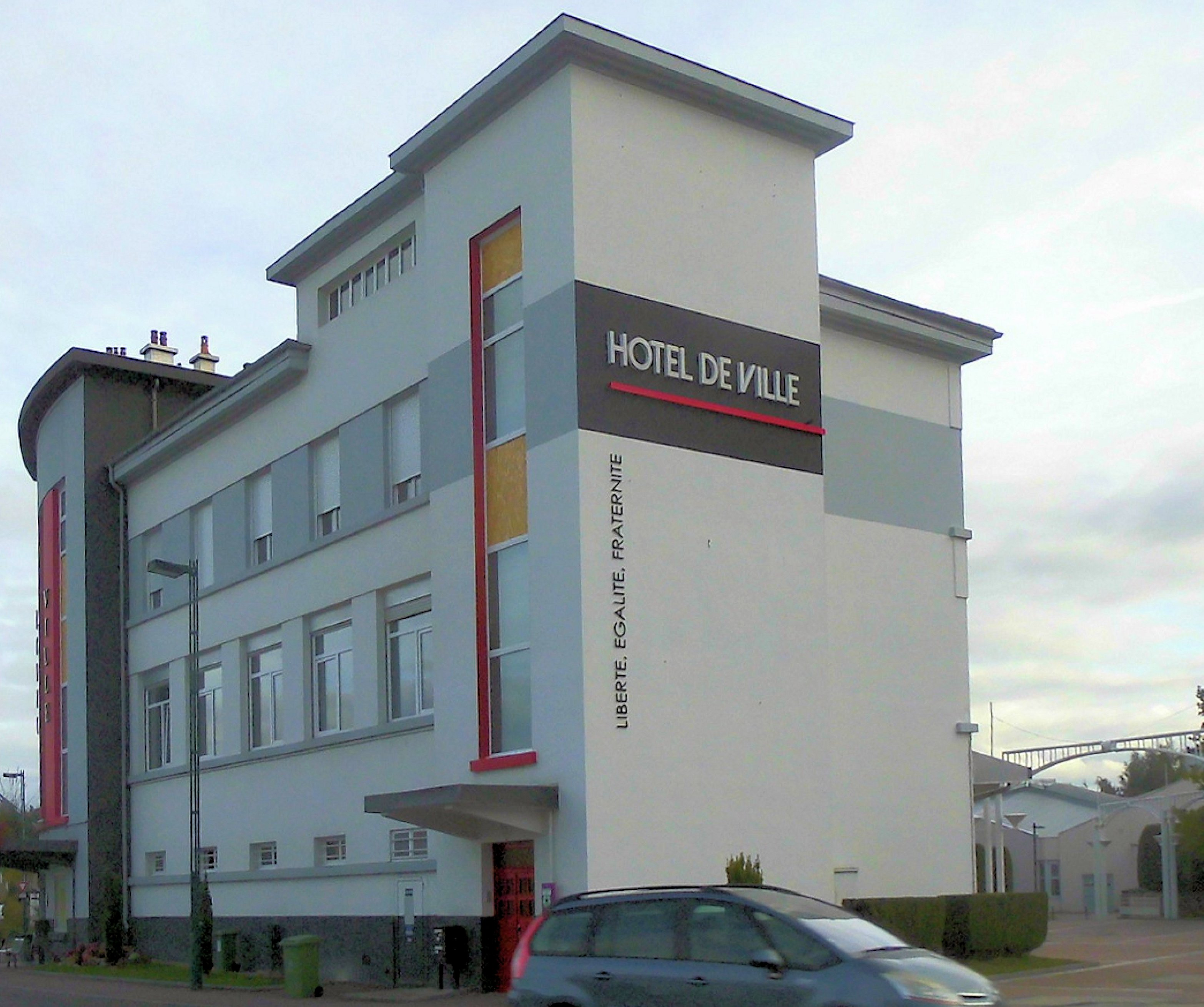
戈尔贝市政厅

戈尔贝的现任市长为罗歇·阿莱马尼先生（Roger ALÉMANI），他是一名左翼无党派人士，在2020年的市政选举中获得了100.00%的支持率（无其他候选人）。
| 戈尔贝历届市长 | 戈尔贝历届市长                | 戈尔贝历届市长              |
| 任期           | 市长                          | 党派                        |
| -------------- | ----------------------------- | --------------------------- |
| 1943年－1953年 | Louis MEYER 路易·梅耶         | 不详                        |
| 1953年－1959年 | Maurice NICOLAS 莫里斯·尼古拉 | 不详                        |
| 1959年－1971年 | Louis MEYER 路易·梅耶         | 不详                        |
| 1971年－1977年 | Robert CUNY 罗贝尔·屈尼       | 不详                        |
| 1977年－2013年 | Jean ALÉMANI 让·阿莱马尼      | PS社会党 →DVG左翼无党派人士 |
| 2013年－       | Roger ALÉMANI 罗歇·阿莱马尼   | DVG左翼无党派人士           |

### 各级选举
| 戈尔贝历届投票选举结果 | 戈尔贝历届投票选举结果 | 戈尔贝历届投票选举结果 | 戈尔贝历届投票选举结果        | 戈尔贝历届投票选举结果        | 戈尔贝历届投票选举结果 | 戈尔贝历届投票选举结果        | 戈尔贝历届投票选举结果        | 戈尔贝历届投票选举结果 | 戈尔贝历届投票选举结果 |
| 选举项目               | 选举范围               | 选区单位               | 选区单位内的选举结果          | 选区单位内的选举结果          | 选区单位内的选举结果   | 选区单位内的选举结果          | 选区单位内的选举结果          | 选区单位内的选举结果   | 参考资料               |
| 选举项目               | 选举范围               | 选区单位               | 第一轮胜出者                  | 第一轮胜出者                  | 支持率                 | 第二轮胜出者                  | 第二轮胜出者                  | 支持率                 | 参考资料               |
| ---------------------- | ---------------------- | ---------------------- | ----------------------------- | ----------------------------- | ---------------------- | ----------------------------- | ----------------------------- | ---------------------- | ---------------------- |
| 2017年法國總統選舉     | 法國                   | 市镇                   |                               | 玛丽娜·勒庞                   | 28.37%                 |                               | 埃马纽埃尔·马克龙             | 57.91%                 | [ 21 ]                 |
| 2017年法国立法选举     | 孚日省第一选区         | 市镇                   |                               | 阿莉松·阿默兰                 | 31.54%                 |                               | 阿莉松·阿默兰                 | 50.41%                 | [ 21 ]                 |
| 2019年欧洲议会选举     | 法國                   | 市镇                   |                               | 若尔丹·巴尔代拉               | 33.18%                 | （不适用）                    | （不适用）                    | （不适用）             | [ 23 ]                 |
| 2021年法国省级选举     |                        | 县                     |                               | 多米尼克·马凯尔 斯特凡纳·维里 | 47.48%                 |                               | 多米尼克·马凯尔 斯特凡纳·维里 | 72.29%                 | [ 24 ]                 |
| 2021年法国省级选举     | 市镇                   |                        | 多米尼克·马凯尔 斯特凡纳·维里 | 31.31%                        |                        | 多米尼克·马凯尔 斯特凡纳·维里 | 68.75%                        |                        | [ 24 ]                 |
| 2021年法国大区选举     | 大東部大區             | 市镇                   |                               | 让·罗特纳                     | 29.49%                 |                               | 让·罗特纳                     | 39.96%                 | [ 25 ]                 |
| 2022年法国总统选举     | 法國                   | 市镇                   |                               | 玛丽娜·勒庞                   | 32.6%                  |                               | 玛丽娜·勒庞                   | 50.61%                 | [ 21 ]                 |
| 2022年法国立法选举     | 孚日省第一选区         | 市镇                   |                               | 斯特凡纳·维里                 | 32.15%                 |                               | 斯特凡纳·维里                 | 63.44%                 | [ 21 ]                 |

## 人口
2019年，戈尔贝市镇人口数量为8,798，在法国排名第1,175位。其中男性4,132人，女性4,666人，75岁及以上人口占9.0%，外籍人口数量为304人，人口密度为927人/平方公里，当地居民被称为（男性）或（女性）。2020年，戈尔贝境内出生78人，死亡人口172人。
| 戈尔贝1901年－2019年人口变化情况 |
|                                  |
| 数据来源：Cassini、INSEE         |

## 经济

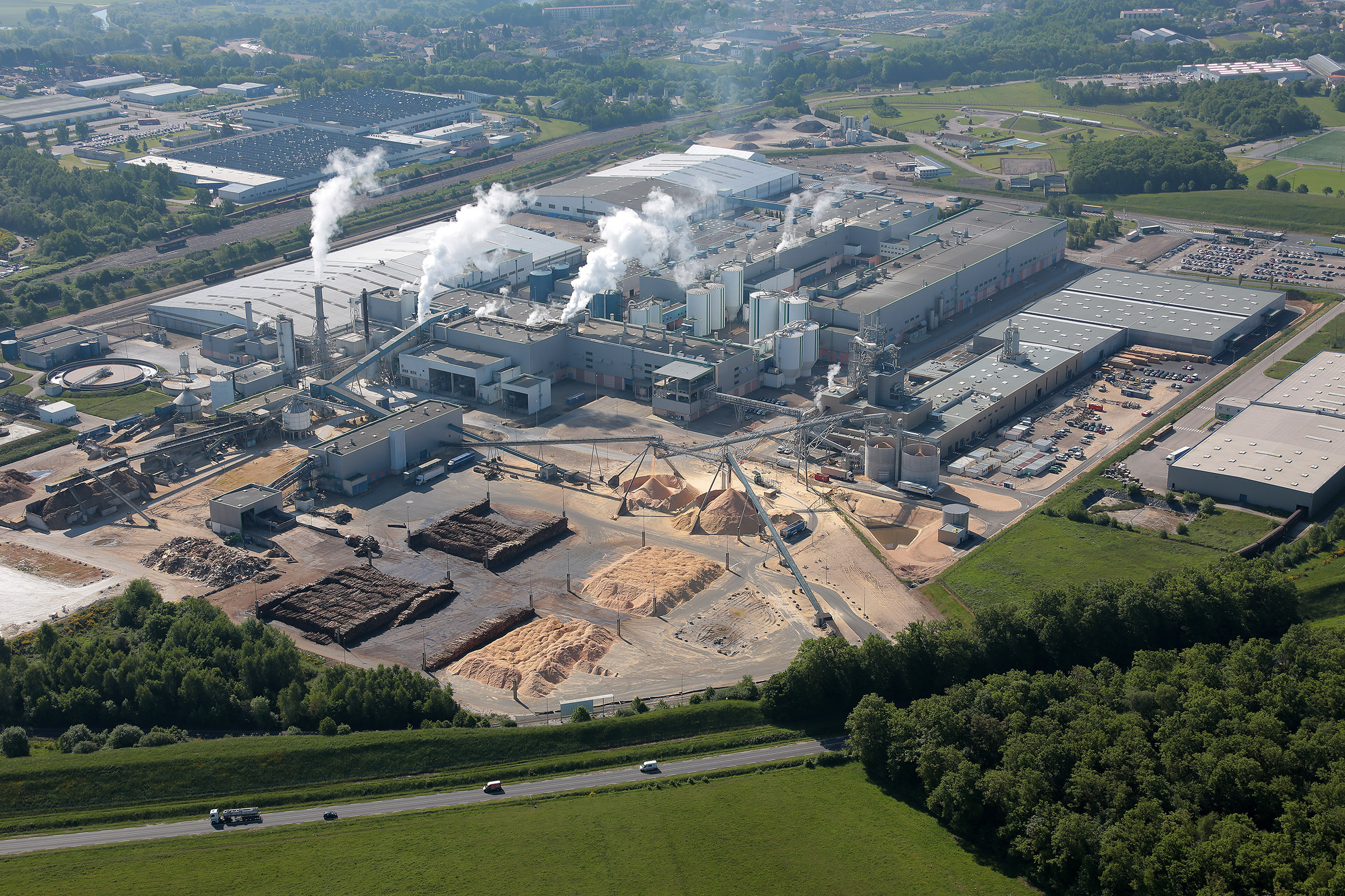
戈尔贝境内的工业区

戈尔贝是埃皮纳勒的一个近郊卫星城。截止2022年10月，戈尔贝市镇范围内共有各类用人单位（包含自雇）967家，平均历史为14年，其中96.69%为中小型企业（PME），2022年8月至10月间，当地的经济活力指数为0.31%。（工业产品）、（大型零售）及（制冷设备生产）是当地2021年营业额最高的三个企业，分别为156,438,811欧元、68,223,602欧元和60,785,234欧元。

## 财政与居民收入
2020年，戈尔贝的财政收入总额为11,623,100欧元，财政支出总额为9,291,750欧元，当年的债务总额为4,272,440欧元。2021年，戈尔贝市镇共获得135,860欧元的国家财政补助，比上一年减少了47.96%。
2020年，戈尔贝的人均月收入总额为2,009欧元，其中高级职员为3,403欧元，低于法国平均水平（4,230欧元）；中级职员为2,228欧元，低于法国平均水平（2,411欧元）；普通职员为1,668欧元，亦低于法国平均水平（1,740欧元）。
2019年，戈尔贝境内的青壮年（15至64岁）失业率为15.9%，当地42.2%的家庭拥有纳税资格，平均纳税1,952欧元，低于法国平均水平（3,910欧元）。

## 社会事务

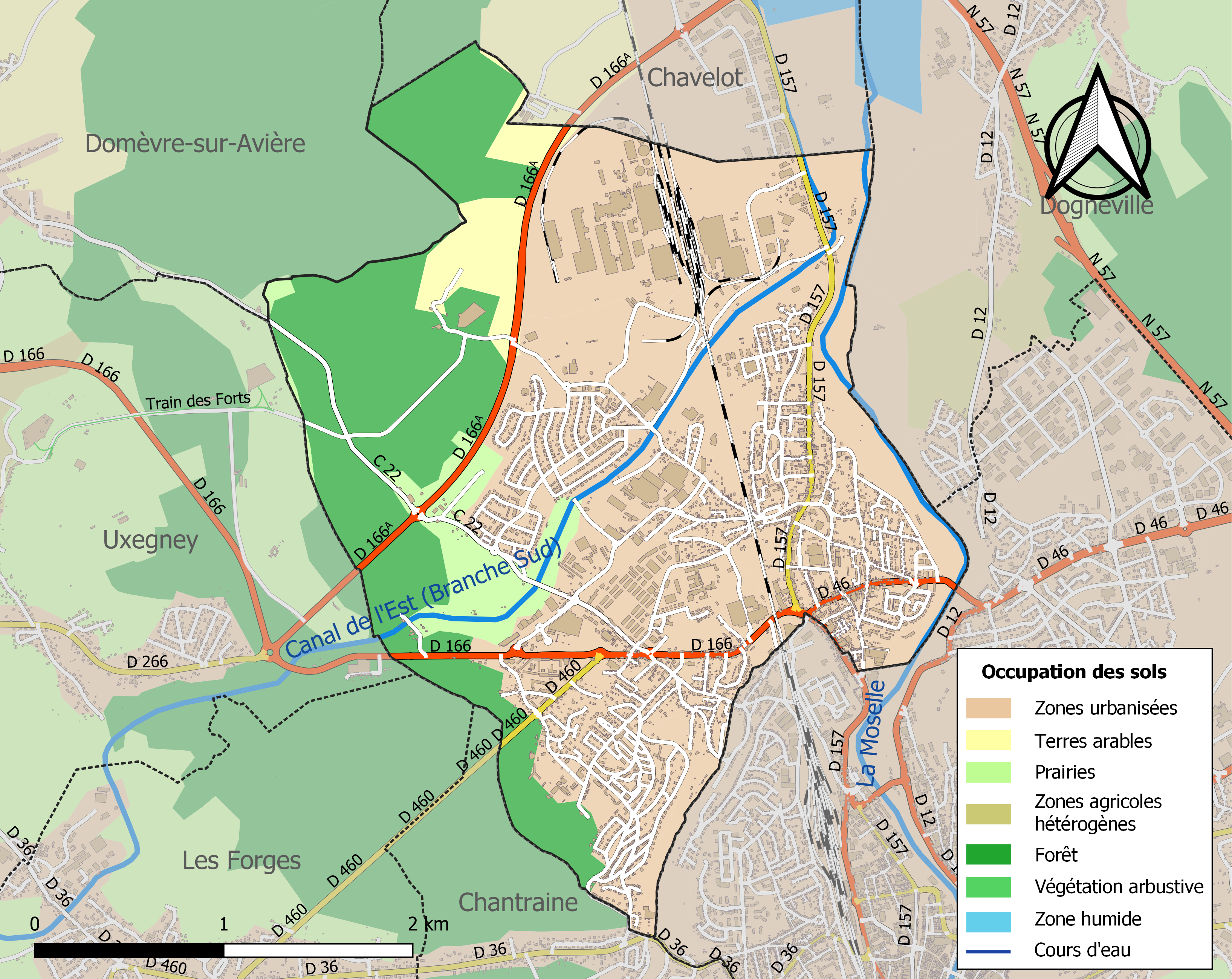
戈尔贝土地利用情况地图

### 教育
戈尔贝属于南锡-梅斯学区。截止2021年1月1日，戈尔贝境内共有4所幼儿园、4所小学和1所初级中学。2018至2019学年度，戈尔贝境内共有在校中等教育阶段学生717名。

### 医疗
截止2021年1月1日，戈尔贝境内共有全科医生5名、保健师7名、牙医5名和护士8名。境内共有药房4家。
距离戈尔贝最近的区域性医疗机构为埃皮纳勒中心医院（Centre Hospitalier d'Epinal），其主病区位于埃皮纳勒市区，距离戈尔贝市区的正常车程大约7分钟，该院设有床位708个，是当地规模最大的公立综合性医院；该医院在戈尔贝境内亦设有一处分病区，设有床位285个。

### 住房
2019年，戈尔贝境内共有各类住房4,665套，其中43.4%为独立式居民区，56.2%为集中式居民区。常住房屋占戈尔贝市镇范围内居民建筑总量的92.0%。
在住房保障政策方面，2021年，戈尔贝境内共有1,201户家庭获得了住房经济补助，受益人数占总人口数量的13.7%，其中1,146份为房租补助。

### 商业
2021年，戈尔贝境内共有各类实体商铺198家，其中餐厅21家、大型超市4家、杂货店2家、面包房8家、肉铺4家、书店1家、装饰品店2家、银行门店6家、美容美发店14家、汽车维修店15家。市区西部建有开放式商业街区，有E.Leclerc、Lidl等购物商场。

### 体育
2021年，戈尔贝境内共有1家游泳池、3间体育馆、9处网球场、2处足球或橄榄球场以及3处篮球或排球场。
截至2022年9月，戈尔贝体育前进会（ES Golbey，编号511315）是当地唯一的注册足球俱乐部，其主队2022至2023赛季参加大东部大区足球联赛乙组（法国第七级别），其主场为拉艾-勒杜瓦扬体育中心（Complexe sportif de la Haye le Doyen）。
戈尔贝-埃皮纳勒决心体育会是当地一支篮球俱乐部，2022年重组成为“戈尔贝-埃皮纳勒篮球俱乐部”（BC Golbey-Epinal）。

### 环境
戈尔贝的环境事务由其所属的戈尔贝城市圈公共社区联合各级政府协调负责。2021年，戈尔贝境内共有3家污染企业。

### 治安
戈尔贝及其附近的共3个市镇是埃皮纳勒警区（zone police d'Epinal）的管辖范围。2020年，该警区累计记录各类案件2,639起，其中盗窃类案件1,361起，经济类案件292起，毒品交易类案件254起。

## 文化

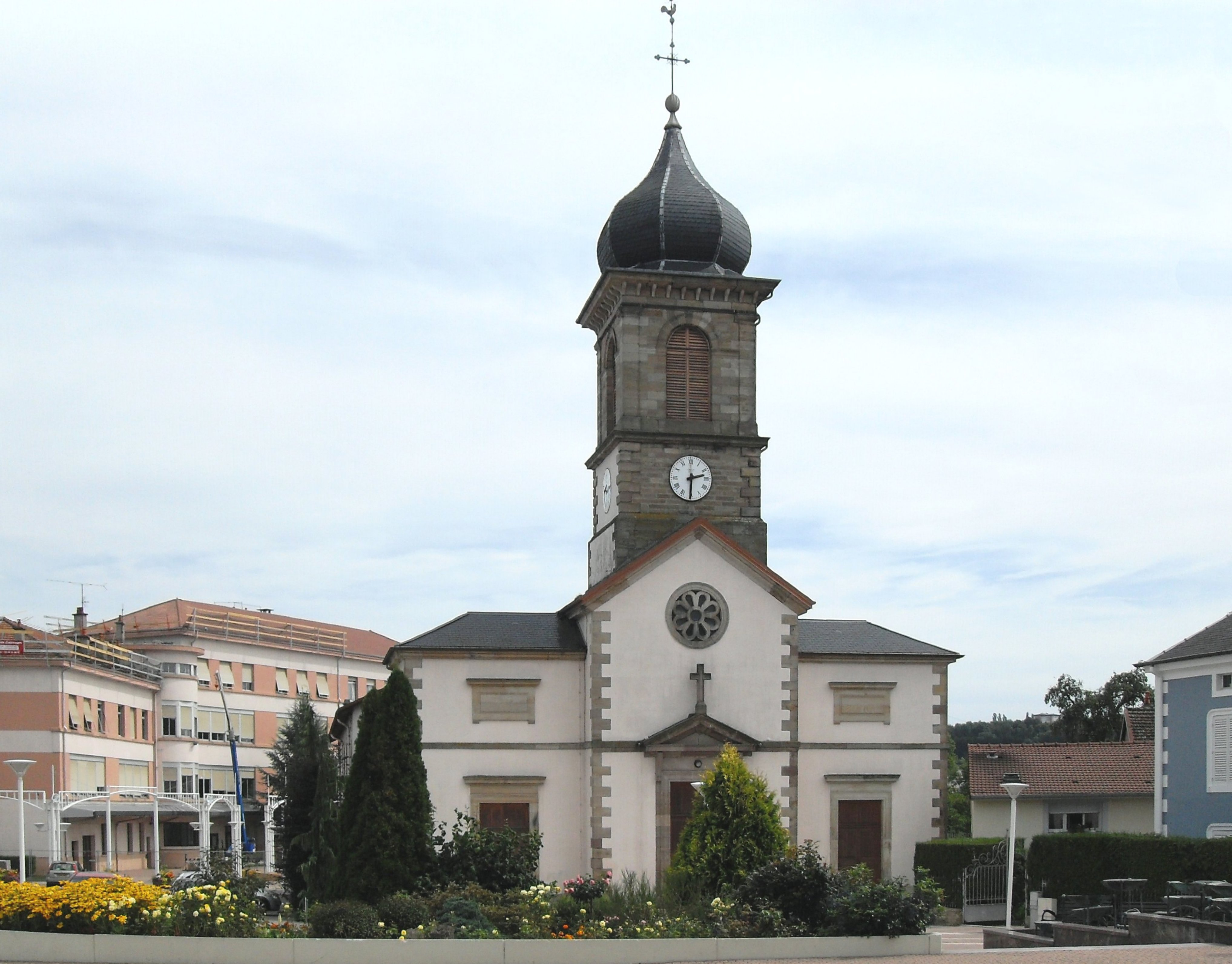
圣阿布东-塞南教堂

2021年，戈尔贝境内暂无任何文化设施。埃皮纳勒城市圈公共社区在戈尔贝建有一处多媒体中心，每周二至六向公众开放。

### 建筑
戈尔贝境内有多处历史建筑，其中圣阿布东-塞南教堂（Église Saints-Abdon-et-Sennen de Golbey）是当地的地标性建筑物。

### 旅游
戈尔贝的旅游事务由其所属的戈尔贝城市圈公共社区负责。2022年，戈尔贝境内共有1家酒店共计22间房间。

### 媒体
法国主要的媒体均可在戈尔贝接收，法国电视三台下属的大东部大区频道在部分时段播出戈尔贝所属区域的地方新闻。孚日电视台（Vosges TV）、蓝色法兰西南洛林广播、《孚日早报》、《百分百孚日》等为当地的主要地方性媒体。

## 友好城市
截至2022年9月，戈尔贝暂未建立任何友好城市关系。